# المسفلة

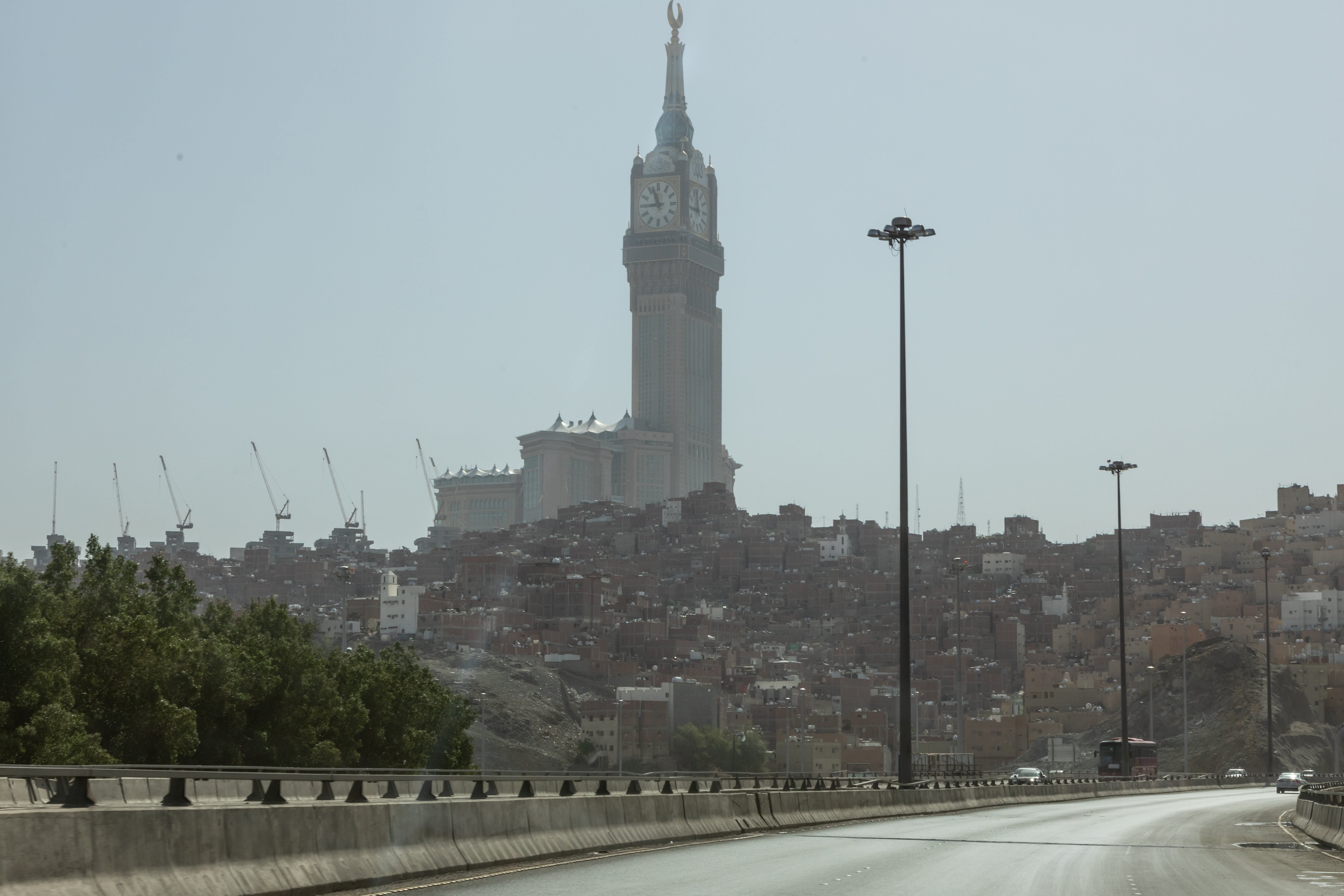
النكاسة قبل الإزالة والمعروفة تاريخيا باسم (النخاسة) وكان سوقا كبيرا لبيع العبيد وهو من أراضي خزاعة التاريخية

المسفلة هو حي من أحياء مكة المكرمة التاريخية وسميت كذلك بحكم نزول مستواها الجغرافي عن المسجد الحرام. فكل مانزل عن المسجد الحرام جنوباً يسمونه أهل مكة بالمسفلة، وما ارتفع عنه شمال شرق يسمونه بالمعلاة.
قال الأزرقي في تاريخ مكة: «من الصفا إلى أجيادين فيما أسفل منه، فذلك كله من المسفلة، وما حازت دار الأرقم بن أبي الأرقم والزقاق الذي على الصفا يصعد منه إلى جبل أبي قبيس مصعدا في الوادي، ومصعدا إلى قيقعان، وما حازت سيل قيقعان إلى سويقة مصعدا فذلك المعلاة».
وحدود المسفلة من الوسط أول زقاق البخارية الجنوبي الشرقي مقابل الحميدية وأول بيت المنصوري من الشرق، ومن الشمال الغربي سوق الصغير، ومن الجنوب يحدها جبل الشراشف، عرضا إلى جبل أبو طبنجة حيث بابور الكعكي. ومن حارات ومناطق المسفلة التاريخية: دحلة الرشد، والولاية، أبو طبنجة، الكنكارية، حارة الاشراف، الكدوة، قوز النكاسة، والكعكية. 